# Modo (langue)
Pour les articles homonymes, voir Modo.
Le modo (ou mödö, jur modo) est une langue nilo-saharienne de la branche des langues soudaniques centrales parlée dans le sud du Soudan du Sud, dans la région de Mundri, située dans l'Équatoria-Occidental.

## Classification
Le modo est une langue nilo-saharienne classée dans le sous-groupe bongo-bagirmi, rattaché aux langues soudaniques centrales.

## Phonologie
Les tableaux présentent les voyelles et les consonnes du modo.

### Voyelles
|         | Antérieure  | Centrale | Postérieure |
| ------- | ----------- | -------- | ----------- |
| Fermée  | i [i] ï [-] |          | u [u]       |
| Moyenne | e [e] ë [-] |          | ö [-] o [o] |
| Ouverte |             | a [a]    | ɔ [ɔ]       |

### Deux types de voyelles
Le modo différencie les voyelles selon leur lieu d'articulation. Il y a deux groupes de voyelles, le premier inclut [ï], [ë], [ö] et [u] .

### Consonnes
|              |              | Labiales | Lab.-vél. | Alvéolaires | Latérales | Dorsales | Dorsales | Glottales |
| ------------ | ------------ | -------- | --------- | ----------- | --------- | -------- | -------- | --------- |
| Palatales    | Vélaires     | Labiales | Lab.-vél. | Alvéolaires | Latérales |          |          | Glottales |
| Occlusives   | Sourde       | p [p]    | kp [k͡p]   | t [t]       |           |          | k [k]    | ʾ [ʔ]     |
| Occlusives   | Sonore       | b [b]    | gb [g͡b]   | d [d]       |           |          | g [g]    |           |
| Occlusives   | Implosive    | ʾb [ɓ]   |           | ʾd [ɗ]      |           | ʾj [ʔd͡ʒ] |          |           |
| Occlusives   | Prénasale    | mb [m͡b]  | ŋb [ŋ͡b]   | nd [n͡d]     |           |          | ŋg [ŋ͡g]  |           |
| Fricative    | Sourde       | f [f]    |           | s [s]       |           |          |          | h [h]     |
| Fricative    | Sonore       |          |           | z [z]       |           |          |          |           |
| Fricative    | Prénasale    |          |           | nz [n͡z]     |           |          |          |           |
| Affriquée    | Sourde       |          |           |             |           | c [t͡ʃ]   |          |           |
| Affriquée    | Sonore       |          |           |             |           | j [d͡ʒ]   |          |           |
| Affriquée    | Prénasale    |          |           |             |           | nj [n͡ʤ]  |          |           |
| Nasale       | Nasale       | m [m]    | ŋm [ŋ͡m]   | n [n]       |           | ny [ɲ]   | ŋ [ŋ]    |           |
| liquide      | liquide      |          |           | r [r]       | l [l]     |          |          |           |
| Semi-voyelle | Semi-voyelle | w [w]    |           |             |           | y [j]    |          |           |

### Une langue tonale
Le modo est une langue tonale qui compte deux tons, haut et bas :
- àkpà, être long
- ë̀pḯ, être sans goût

Les voyelles longues sont vues comme une séquence de deux voyelles car elles peuvent porter les deux tons :
- dàá, bien
- mèé, lance

## Sources
- (en) Andrew M. Persson et Janet R. Persson, Mödö-English Dictionary with Grammar, Nairobi, Summer Institute of Linguistics Sudan, coll. « Bilinguial Dictionaries of Sudan » (no 1), 1991 (présentation en ligne).
- (en) Janet Persson, « Bongo-Bagirmi Languages in Sudan », dans Leoma C.  Gilley, Occasional Papers in the Study of Sudanese Languages No. 9, 2004 (présentation en ligne, lire en ligne), p. 77-84.